# Johann Wurm (Politiker)
Johann Wurm war ein österreichischer, nationalsozialistischer Politiker und Landwirt aus Gols. Er hatte 1938 das Amt des Kreisbauernführers inne und wurde am 15. März 1938 von Gauleiter Tobias Portschy zum Mitglied des Burgenländischen Landtags ernannt.